# Snufkin: Melody of Moominvalley
Snufkin: Melody of Moominvalley (с англ. — «Снусмумрик: Мелодия Муми-дола») — компьютерная игра в жанре приключения, разработанная компанией Hyper Games и изданная компанией Raw Fury в 2024 году. Игра основана на медиафраншизе «Муми-тролли». В ней игрок управляет путешественником по имени Снусмумрик, который восстанавливает полуразрушенный Муми-дол и ищет своего пропавшего друга Муми-тролля.

## Разработка
Идея создания игры про Муми-троллей пришла в голову Аре Сунднесу, когда он читал своему сыну «Кто утешит Тоффла?» во время отпуска по уходу за ребёнком, и он начал обсуждать её с командой своей норвежской игровой студии Hyper Games. В самом начале разработки персонаж игрока был заменён с Тоффла на Снусмумрика, который, как заметил Сунднес, был популярен и хорошо подходил для приключенческой игры, основанной на исследованиях. Сюжет игры отчасти навеян книгой «Опасное лето» (1954).
Решив, что насилие противоречит духу «Муми-троллей», разработчики занялись поиском альтернативных вариантов геймплея. Таким образом, музыка Снусмумрика стала игровой механикой.
Компания Moomin Characters, владеющая правами на интеллектуальную собственность по «Муми-троллям» и известная своей строгостью в этом вопросе, внимательно следила за разработкой, гарантируя, чтобы изображения соответствовали их стандартам. По словам Сунднеса, Moomin Characters с энтузиазмом отнеслись к игре, и по большей части потребовались лишь незначительные правки.

## Отзывы
| Сводный рейтинг       | Сводный рейтинг       |
| Агрегатор             | Оценка                |
| --------------------- | --------------------- |
| Metacritic            | PC: 83/100 NS: 81/100 |
| Иноязычные издания    |                       |
| Издание               | Оценка                |
| Destructoid           | 8/10                  |
| Eurogamer             | [ 8 ]                 |
| Nintendo Life         | [ 9 ]                 |
| The Guardian          | [ 10 ]                |
| Русскоязычные издания |                       |
| Издание               | Оценка                |
| StopGame.ru           | Похвально             |

Агрегатор обзоров Metacritic оценил отзывы об игре как «в целом положительные».